# Торънс (езеро)
Торънс (на английски: Lake Torrens) е безотточно солено езеро в южната част на Австралия, в източната част на щата Южна Австралия, второ по големина на континента след езерото Еър. Разположено е на 28 m н.в., в суха и пустинна местност. При пълен обем площта му е 5745 km², с дължина от север на юг 250 km и максимална ширина 30 km.
Езерото Торънс е разположено в тектонска падина на запад от хребета Флиндърс, на 65 km северно от пристанищния град Порт Огъста и на 345 km северно от столицата на щата Южна Австралия град Аделаида. Подхранва се предимно от дъждовете и от 28 малки, къси и временни реки стичащи се от хребета Флиндърс. Площта на водното огледала силно се колебае през отделните сезони. През зимата, по време на дъждовния сезон площта му значително се увеличава и достига до 5745 km², но през последните 150 години това се е случвало само два пъти, през 1897 и април 1989 г. През лятото почти пресъхва и се покрива с дебела (до 0,3 m) кора от сол.
Езерото Торънс е открито през май 1839 г.от видния австралийски изследовател Едуард Еър, който го наименува в чест на полковник Робърт Торънс (1780 – 1864) един от основателите на британската колония Южна Австралия.